# Carta Africana sobre els Drets i el Benestar del Nen
La Carta Africana sobre els Drets i el Benestar del Nen és una norma jurídica aprovada per l'Organització per a la Unitat Africana el 1990. Va ser complementada amb la Declaració de Maputo sobre la Utilització dels Nens com Soldats de 1999.
Es va avançar a anteriors instruments legals internacionals perquè limità als majors de 18 anys per a la participació i reclutament de les persones en la guerra.

## Contingut
Destaca la definició de "nen" com tot aquell "ésser humà amb una edat inferior als 18 anys" (art. 2).
L'article 22 obliga als estats signants que prenguen les mesures necessàries per a evitar que els nens participen directament en les hostilitats, especialment evitant reclutar-los. Açò deixa la possibilitat de l'ús dels nens en els conflictes armats per a la participació indirecta.